# Museo Diacrónico de Eubea
El Museo Diacrónico de Eubea también conocido como Museo Diacrónico Aretusa es un museo que está en la parte oriental de Calcis, ciudad de la isla de Eubea, en Grecia.
Se encuentra en un edificio que desempeñaba una función industrial que había sido erigido en 1902. Junto a él, en un edificio de moderno, se halla el Eforado de Antigüedades de Eubea. En el área próxima al museo se han hallado restos de instalaciones portuarias que tenía Calcis en la Antigüedad.
Entre los objetos que se exponen se hallan jarras del yacimiento prehistórico de Mánika, parte de una estatua que probablemente representaba a Poseidón procedente del área del estrecho de Euripo, diversos hallazgos procedentes de Edepso y una copia del grupo escultórico que representa a Teseo y Antíope procedente del templo de Apolo Dafnéforo de Eretria.
También hay una exposición dedicada a los viajes hacia occidente que realizaron colonos de Eubea, que llevaron consigo su alfabeto eubeo, que con el tiempo evolucionó hasta el posterior alfabeto latino, y otra dedicada a la historia del edificio. 
Esta prevista una próxima ampliación del museo para incluir exposiciones de otras áreas temáticas.
|                       |
| Figurillas de arcilla |

|                              |
| Recipiente triple de arcilla |

|                                        |
| Copia de la estatua de Teseo y Antíope |

|                                                                      |
| Estatua romana de Antínoo representado como si fuera el dios Dioniso |

|                                                          |
| Relieve con un león procedente del castillo de Karababa. |